# Daniel Mizonzo
Daniel Mizonzo (ur. 29 września 1953 w Nzaou-Mouyondzi) – kongijski duchowny rzymskokatolicki, od 2002 biskup Nkayi.

## Życiorys
Święcenia kapłańskie przyjął 12 lipca 1981 i został inkardynowany do diecezji Nkayi. Po święceniach został rektorem niższego seminarium w Loango, zaś dwa lata później został duszpasterzem w Mouyondzi. W 1987 rozpoczął wykłady z filozofii w seminarium w Brazzaville. W 1993 wyjechał do Paryża i na tamtejszym uniwersytecie podjął studia z filologii francuskiej i filozofii, które ukończył w 2000.

### Episkopat
16 października 2001 papież Jan Paweł II mianował go biskupem Nkayi i 6 stycznia 2002 osobiście udzielił mu w Watykanie sakry biskupiej. 3 lutego 2002 odbył się ingres nowego biskupa do katedry w Nkayi.
25 kwietnia 2015 został wybrany na przewodniczącego Konferencji Episkopatu Konga.